# Heinrich-Heine-Denkmal (Bronx)

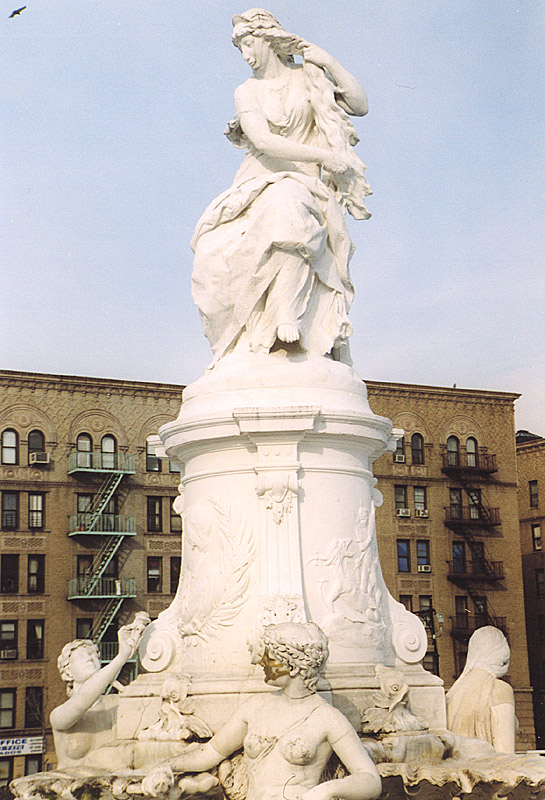
Heinrich-Heine-Denkmal

Das Heinrich-Heine-Denkmal im New Yorker Bezirk Bronx, im Englischen als Loreley Fountain bezeichnet, ist ein von Ernst Herter aus weißem Laaser Marmor geschaffener Loreley-Brunnen, der dem Andenken des deutschen Dichters und Schriftstellers Heinrich Heine gewidmet ist. Das Denkmal hätte ursprünglich in Heines Heimatstadt Düsseldorf aufgestellt werden sollen. Antisemitische und nationalistische Agitation im Deutschen Reich verhinderte jedoch, dass es zu Heines 100. Geburtstag im Jahre 1897 fertiggestellt und eingeweiht werden konnte. Stattdessen wurde es am 8. Juli 1899 im Beisein des Bildhauers im New Yorker Bezirk Bronx enthüllt.

## Gestaltung und Lage

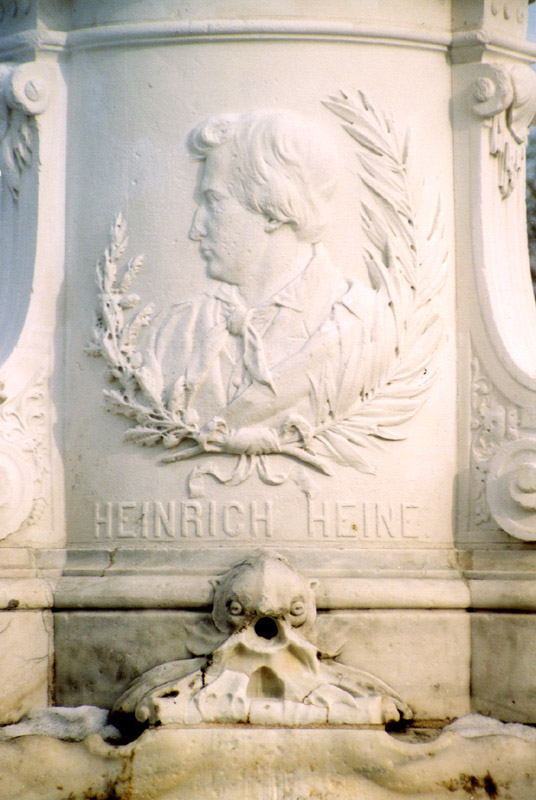
Profil-Relief Heines

Aus einer mehrere Meter weiten Brunnenschale erhebt sich ein Sockel, auf dem eine überlebensgroße Loreley-Figur sitzt. Wie in Heines Gedicht von der Loreley kämmt diese Figur „ihr goldenes Haar“. Anders als in dem Gedicht singt sie dabei keine „wundersame, gewaltige Melodei“, sondern schaut gedankenversunken nach unten. Drei Nixen (nackte weibliche Figuren mit Fischschwänzen) lehnen sich in der Brunnenschale sitzend an den Sockel, der von drei Voluten gestützt wird. Auf der Frontseite des Sockels ist zwischen zwei Voluten ein Relief eines Profil-Porträts Heines angebracht. Darunter befindet sich der Namenszug des Dichters. Die Figur links des Reliefs stellt die Lyrik dar, rechts davon sitzt die „Satire“, an der Rückseite befindet sich die „Melancholie“. Zwischen den drei Figuren speien drei Delphinköpfe Wasser in Muschelschalen. Neben dem Heine-Porträt befinden sich zwischen den Voluten des Sockels zwei weitere Reliefs: Ein nackter Junge mit Narrenkappe zielt mit seiner Feder auf einen Drachen und symbolisiert damit den Humor. Eine Sphinx (halb Frau, halb Löwin) umarmt auf einem dritten Relief „einen nackten jungen Mann im Todeskuß“.
Auf der linken Seite befindet sich die Künstlersignatur „Professor / E. Herter, Berlin / fecit / 1897 · Marmorwerke Laas, Tirol“, auf der rechten Seite die Widmung „IHREM GROSSEN DICHTER DIE DEUTSCHEN IN AMERIKA“.
Das Denkmal steht am südlichen Ende des Joyce-Kilmer-Parks an der 161. Straße und Grand Concourse gegenüber einem Gerichtsgebäude (District Court).

### Die Loreley
Die Loreley ist nach Ansicht der Herter-Biographin Brigitte Hüfler in ein „nicht zeitgenössisches Gewand“ gekleidet. In ihrem Dekolleté trägt sie einen Halsschmuck, ihr bestickter Mantel ist über die Hüften gezogen. Nach Ansicht Hüflers hat Herter „seine Maid prunkvoll für das Programm geschmückt. Die Lippen sind leicht geöffnet, der Blick ist auf irgendetwas in der Tiefe gerichtet, und keineswegs auf das Kämmen konzentriert.“

### Die Lyrik

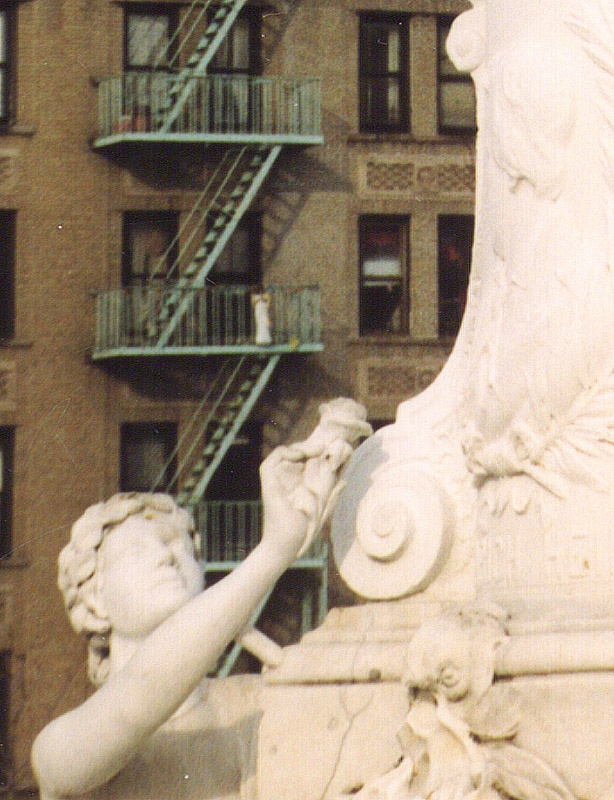
Die „Lyrik“

Die „Lyrik“ ist die einzige der drei Figuren, die dem Heine-Relief zugewandt ist. Sie reicht zudem eine Rose hin, was eine besonders innige Beziehung zwischen der Dichtkunst und Heine ausdrücken soll.

„[Ihr Haar] ist mit Schilfblatt geziert, ein Tuch fällt von der linken Schulter herunter und umfaßt den linken Oberschenkel, läßt jedoch die ganze Blöße frei. Ihr zur Seite ist das Attribut der Lyrik, die Leier, gegeben. Ein schnäbelndes Taubenpaar, auch tradiertes Symbol der Lyrik, Gräser und andere Pflanzen umgeben sie, Seerosen umschlingen sogar den linken Oberschenkel.“

### Die Satire

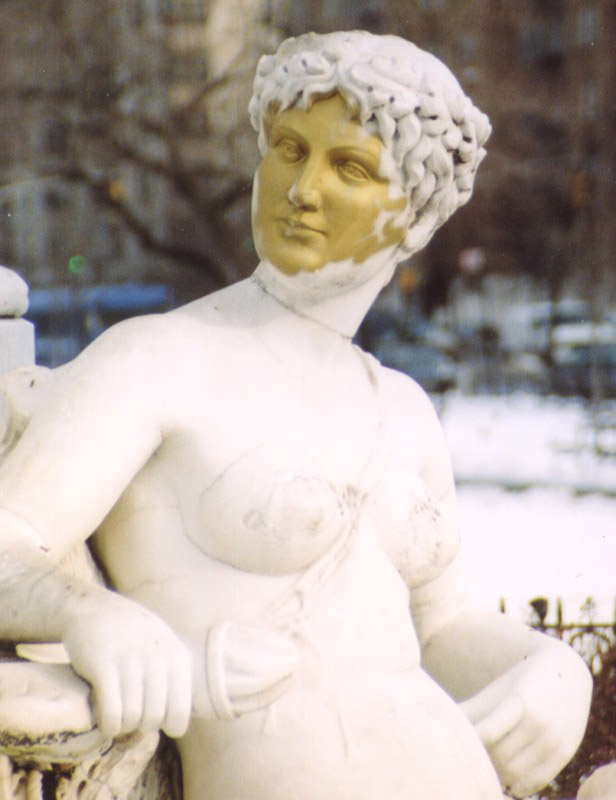
Die bösartige „Satire“

Vom Betrachter aus rechts neben dem Heine-Relief befindet sich die Figur der Satire, die ihren Oberkörper in Richtung Heine dreht.

„[Sie erscheint] weit weniger lieblich als die Lyrik und die Melancholie, besonders die prallen, ohne Schuppen, dafür mit Zacken versehenen Schwänze, wie dicke Ziernähte, deuten die Gefährlichkeit an. Unterstrichen wird dieser aggressive Eindruck durch die Geißel, die ja als Ironie in der Satire zum Ausdruck gelangt […]. Sie wird von ihr mit der rechten Hand umschlossen, wobei sie die andere in die Hüfte stemmt. Quer über die Brust laufen zwei Seile, die im Rücken das Netz halten, welches sich von vorn unterhalb der Hüfte über den Körper spannt. Das Haar trägt sie mit Bilsenkraut verziert, Getier und Pflanzen wie der Polyp und die Teufelskralle sind weitere Attribute ihrer Bösartigkeit.“

### Die Melancholie

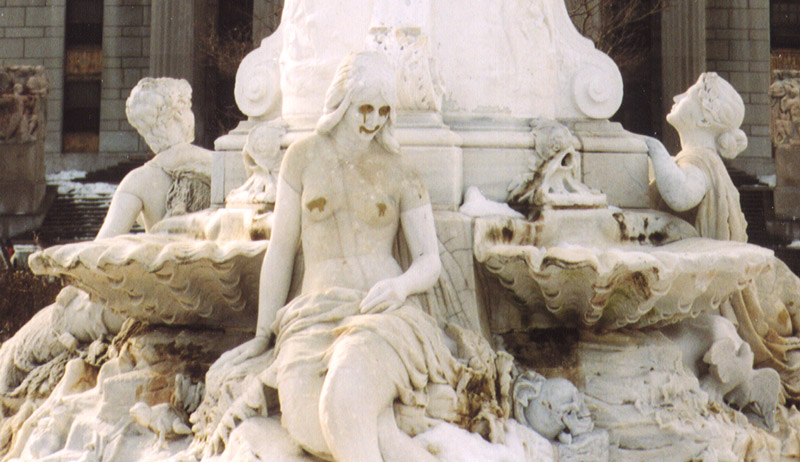
Die traurige „Melancholie“

Im Rücken des Denkmals hat Herter die „Melancholie“ positioniert, die laut Hüfler für das Wesen des Dichters steht. Das Haar der Figur ist lang und ungeschmückt, sie blickt traurig nach unten. In der Beschreibung Hüflers drapiert sich ein Tuch weich „über die Hüften, das sie mit der linken Hand hält, die rechte stützt sich auf einen Stein, der von Lotosblumen und Farnkraut umgeben ist. Ihrem Blicke folgend, findet man auf der linken Seite Disteln und einen schlangenumwobenen Schädel, Symbole des Todes.“

### Die Reliefs

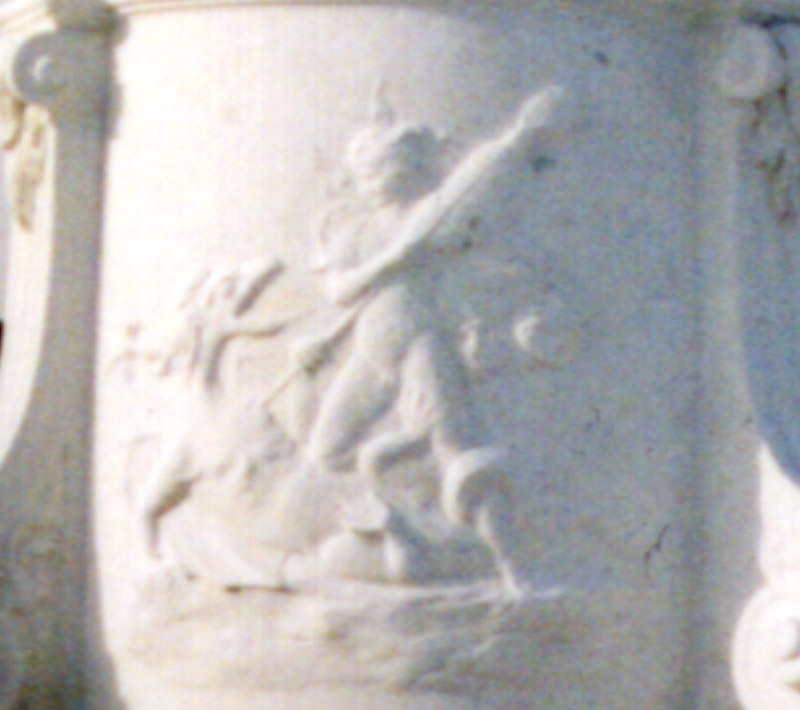
Der „Humor“

Die Reliefs auf dem Schaft überbrücken den Raum zwischen den Assistenzfiguren und der Loreley.
Die Sphinx hält einen nackten Jüngling und gibt ihm wohl den Todeskuss, da er das Welträtsel nicht gelöst hat. Laut Hüfler symbolisiert diese Darstellung möglicherweise „den Drang Heines, das Welträtsel bis zur Selbstaufgabe lösen zu wollen“.
Der Humor soll einen Drachen töten, der als Vorurteil und die öffentliche Meinung interpretiert werden könne, die Heine mit seinem satirisch-kritischen Humor habe bekämpfen wollen.
Das Profilrelief Heines ist mit einem Palmen- und einem Fichtenzweig umfangen, laut Hüfler ein „altbekanntes, kompositionelles Beiwerk des Kunsthandwerks“.

### Das Bassin

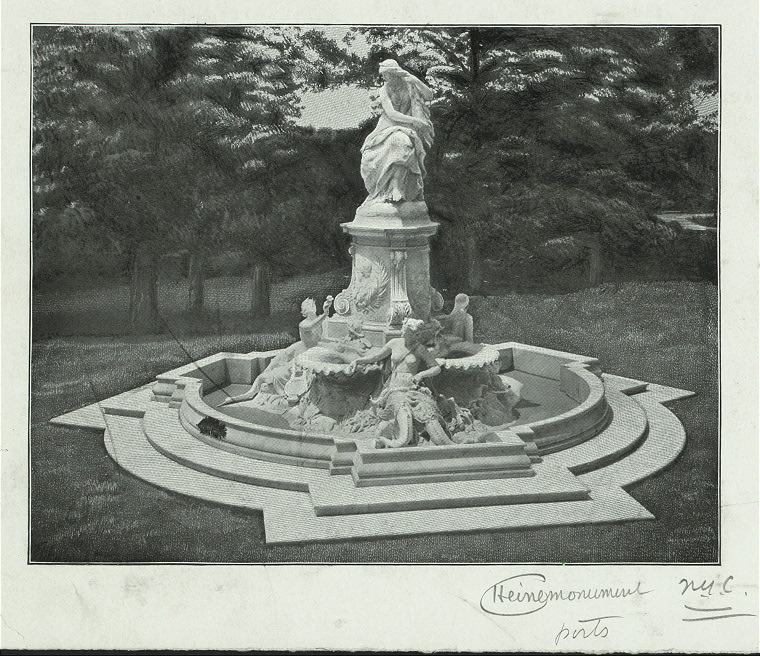
Der Brunnen in früheren Zeiten

„Das Monument bietet sich dem Beschauer als Verbindung zwischen Denkmal und Brunnen dar, dessen drei freischwebend angebrachte Muschelschalen sich über einem getreppten, sechseckigen Sockel eröffnen, der gleichzeitig das Bassin bildet. Das Polygonal entwickelt sich aus einem Oval, indem sich bei jeweils 120° rechtwinklige Bassinvorsprünge nach außen schieben. Jene rechteckigen Vorsprünge bieten zusätzlichen Raum für die drei allegorischen Assistenzfiguren, die sie zu ihrer Entfaltung benötigen.“

## Entstehung
Der Aufstellung des Denkmals in der Bronx ging eine jahrelange Debatte im Deutschen Reich um die „Denkmalwürdigkeit“ Heines voraus. Antisemitische und nationalistische Kreise erreichten, dass das Denkmal weder in Düsseldorf noch in einer anderen deutschen Stadt aufgestellt wurde.

### Erste Vorschläge
Eine Heine-Renaissance in den 1880er Jahren führte im Herbst 1887 dazu, dass sich in Heines Heimatstadt Düsseldorf ein „Comité für die Errichtung eines Heine-Denkmals“ bildete. Ziel der Initiative war es, zum 100. Geburtstag des Dichters im Jahre 1897 das Denkmal enthüllen zu können. Der Münchner Dichter Paul Heyse beteiligte sich an einem Aufruf des Komitees, der am 2. November 1887 unter anderem im Düsseldorfer Anzeiger erschien. In dem Text blendete Heyse die politischen Überzeugungen Heines bewusst aus:

„Für uns ist Heinrich Heine nur noch der unsterbliche Liederdichter, dem drüben in der anderen Welt ein Goethe und ein Walther von der Vogelweide mit ausgestreckten Sängerhänden grüßend entgegenkommen.“

Dem Düsseldorfer Aufruf folgend bildeten sich in weiteren deutschen Städten Komitees, um das Vorhaben zu unterstützen. Selbst in New York interessierte man sich für das Projekt und sagte Unterstützung zu. Wichtig war ebenfalls, dass die österreichisch-ungarische Kaiserin und Heine-Verehrerin Elisabeth (Sissi) dem Düsseldorfer Komitee beitrat. Unter der Bedingung, dass der Berliner Bildhauer Ernst Herter das Denkmal ausführe, sagte sie die Summe von 50.000 Mark zu. Noch im Dezember 1887 beauftragte sie Herter damit, Entwürfe für das Denkmal zu liefern.
Auch in Düsseldorf machten die Bemühungen Fortschritte. Am 6. März 1888 entschied der Stadtrat, ein Heine-Denkmal zu errichten. Als mögliche Orte wurden der Hofgarten auf dem Weg zum Ananasberg und das östliche Ende des Botanischen Gartens in Aussicht gestellt. Die Abstimmung war allerdings sehr knapp ausgefallen. Bei Gleichheit von elf zu elf Stimmen entschied das Votum des Oberbürgermeisters Ernst Heinrich Lindemann, der auch Mitglied des Denkmal-Komitees war. Der Stadtrat war somit ebenso gespalten wie die deutsche Öffentlichkeit, in der seit Bekanntgabe der Denkmalspläne eine heftige Debatte tobte.
Zum Zeitpunkt der erfolgreichen Abstimmung lag bereits der erste Entwurf Herters vor: ein Denkmal mit Baldachin. Da dieser Entwurf der Kaiserin nicht gefiel, reichte der Künstler bis Mai 1888 zwei weitere Vorschläge ein: zum einen eine Heine-Figur auf einem Postament sitzend, zum anderen den oben beschriebenen Loreley-Brunnen. Die Entwürfe waren vom 30. Juni 1888 an in der Düsseldorfer Kunsthalle zu sehen. Während Elisabeth die Heine-Figur bevorzugte, präferierten die Düsseldorfer den Loreley-Brunnen. Dies hatte offensichtlich nicht nur ästhetische Gründe. Die Loreley war eine populäre Figur, die vom politischen, antipreußischen Heine ablenkte. Die Entscheidung für den Loreley-Brunnen wurde damit begründet, dass „man die Dichterstatue, die als Verherrlichung Heines aufzufassen wäre, wegen der heftigen Opposition habe fallen lassen, um sich die Gegner geneigter zu machen“.

### Widerstände gegen das Denkmal
Diese heftige Opposition gegen das Denkmal hatte sich schon unmittelbar nach Bekanntwerden der Pläne im Herbst 1887 gebildet. Sie kam von nationalistischer und antisemitischer Seite. Noch im selben Jahr erschienen zwei gegen Heine gerichtete Pamphlete. In seiner Schrift Warum wir kein Heine-Denkmal wollen lehnte beispielsweise der Pfarrer Friedrich Frey den Dichter als Gegner der Kirche und des Christentums ab. „Viele patriotische Studenten“ der Universität Bonn verweigerten im November 1887 demonstrativ den Denkmalsplänen ihre Unterstützung.

„Seit Beginn unseres Jahrzehntes geht eine mächtige, christlich-deutsche Bewegung durch die deutsche Studentenschaft. Begeistert tritt die akademische Jugend ein für jedes vaterländische Unternehmen. (…) Aber nie und nimmer wird sie auch nur einen Pfennig opfern zu Ehren eines Heinrich Heine.“

Wichtig für den weiteren Verlauf der Debatte waren die Positionen, die in der neugegründeten Zeitschrift Der Kunstwart zu dem Streit bezogen wurden. In einem Artikel wandte sich Franz Sandvoß scharf gegen die Pläne und verurteilte den Versuch, Heine mit Johann Wolfgang von Goethe zu vergleichen. So lobte er zwei zeitgenössische Dichter dafür, das Denkmal nicht mehr zu unterstützen,

„(…) weil ihnen ihr gutes deutsches Gewissen doch nicht gestattete, den Verfechter und Verbreiter jeglicher Scham- und Zügellosigkeit als den größten nachgöthischen Lyriker zu preißen.“

Auch die Wiener Zeitung Unverfälschte deutsche Worte des Antisemiten Georg von Schönerer griff die Denkmalpläne mit unverhohlen judenfeindlichen Tönen an:

„Heine, der das deutsche Volk beschimpfte und verhöhnte, soll ein Denkmal gesetzt werden?! (…) Um diesem Manne ein Denkmal zur bleibenden Schande des deutschen Volkes zu setzen, wollen deutsche Sänger in Wien einen eigenen Ausschuß bilden!? Hat denn das deutsche Volk seine Ehrenschuld schon allen seinen großen, verdienten Männern abgetragen? Haben denn die jüdischen Weltvampire, Rothschild und Genossen, nicht Geld genug, um ihrem Stammesbruder ein Denkmal zu errichten?“

Nach der Entscheidung des Düsseldorfer Stadtrats vom März 1888, das Denkmal aufzustellen, nahmen die Angriffe auf Heine noch zu. Unter dem Pseudonym Xanthippos verfasste Sandvoß eine Streitschrift mit dem Titel Was dünkt euch um Heine? Ein Bekenntnis, in dem Heine als Jude angegriffen wurde.

„Blut ist in der That ein ganz besonderer Saft. (…) Heine ist eben durch und durch Jude, kein echter Deutscher. (…) Heine ist der Prototyp des modernen, entarteten Judentums. Das (…) nirgends in der Welt fröhlicher gedeiht als in Deutschland.“

Sollte das Denkmal in Düsseldorf errichtet werden, werde es „eine Schandsäule für das deutsche Volk“ sein.
Allerdings war es nicht so, dass Heine unter den deutschen Journalisten und Schriftstellern keinen Rückhalt gefunden hätte. Während konservative Blätter wie Der Reichsbote, die Neue Preußische Zeitung (Kreuzzeitung) und die Tägliche Rundschau sich gegen das Denkmal wandten, unterstützten die Frankfurter Zeitung, der Börsen-Courier, das Berliner Tageblatt und die Wiener Neue Freie Presse die Pläne. In dem Philosophen Friedrich Nietzsche fand Heine ebenfalls einen prominenten Fürsprecher. Angewidert von der Diskussion in der Zeitschrift Der Kunstwart bestellte Nietzsche das Blatt im Sommer 1888 erbost ab. Dabei hatte Herausgeber Ferdinand Avenarius durchaus Pro-Heine-Stimmen zu Wort kommen lassen. In einem Brief vom 20. Juli 1888 an seinen Freund Franz Overbeck schrieb Nietzsche dennoch:

„(…) im übrigen habe ich das Blatt abgeschafft: auf einen jüngst eingetroffenen Brief des Hr. Avenarius, der sich schmerzlich über die Abmeldung beklagte, habe ich ihm kräftig die Wahrheit gesagt (– das Blatt bläst in das deutschthümelnde Horn und hat z. B. in der schnödesten Weise Heinrich Heine preisgegeben – Herr Avenarius, dieser Jude!!!)“

Die Denkmalsgegner konnten gegen Ende des Jahres 1888 jedoch einen wichtigen Teilerfolg erzielen: Kaiserin Elisabeth zog sich mitsamt der zugesagten 50.000 Mark aus dem Projekt zurück. Offiziell hieß es, dass Heine die Hohenzollern und die Wittelsbacher beleidigt hätte. Damit war die Finanzierung des Denkmals wieder völlig offen.

### Bescheidenere Pläne
Im Januar 1889 wurde der Rückzug der Kaiserin auch in der Öffentlichkeit bekannt. Das Projekt lag somit vorläufig auf Eis, weil an öffentlichen Spenden erst 15.000 Mark eingegangen waren. Da Herter jedoch ein Honorar von 32.000 bis 40.000 Mark veranschlagte, begann der Künstler nun, in eigener Initiative Spenden für das Denkmal zu sammeln. Er hoffte, prominente Professoren und Literaten für einen neuen Auftrag gewinnen zu können. Doch seine Bemühungen blieben ohne Erfolg. Wichtige Unterstützer traten außerdem aus dem Düsseldorfer Denkmal-Komitee aus, darunter Paul Heyse und Oberbürgermeister Lindemann. Aufgrund der begrenzten Mittel entschied sich das Komitee dafür, Herter den Auftrag für einen weiteren Entwurf zu erteilen. Im Dezember 1892 wurde zwischen Komitee und Bildhauer ein Vertrag über die Lieferung einer auf einem Sockel befindlichen bronzenen Bildnisbüste geschlossen. In der Vereinbarung hieß es:

„Herter übernimmt die Aufstellung, Lieferung und Anfertigung eines Denkmals, bestehend aus Granitpostament mit Kolossalbüste des Dichters in Bronze, nebst zwei weiblichen Figuren, Emblemen etc., ebenfalls in Bronze – Gesamthöhe ca. 4 m (Ausführung nach vorliegender Fotografie).“

### Endgültiges Scheitern in Deutschland
Auf Basis des Stadtratsbeschlusses vom März 1888 teilte das Komitee am 5. Januar 1893 Oberbürgermeister Lindemann mit, dass das Heine-Denkmal bis 1895 fertiggestellt und im Hofgarten errichtet werden solle. Doch der Stadtrat reagierte aus Sicht des Komitees völlig unerwartet: Am 24. Januar 1893 zog er seine frühere Errichtungsbewilligung zurück, da sie inzwischen verjährt sei. Unter den gegebenen Umständen befand der Rat „die Erwirkung eines Heine-Denkmals in den öffentlichen Anlagen der Stadt für nicht angezeigt“. Das Komitee hielt einen Prozess gegen die Stadt für unangemessen. Die Stadt verwies nach weiteren Eingaben darauf, dass man an dem vorgesehenen Ort im Hofgarten inzwischen ein Kriegerdenkmal aufgestellt habe, das an die Gefallenen des Deutsch-Französischen Krieges von 1870/71 erinnern solle. Dieses Denkmal des Bildhauers Karl Hilgers war am 10. Oktober 1892 enthüllt worden. Franz Held machte sich 1893 mit der bitterbösen Satire ‚Was Heine über sein Düsseldorfer Denkmal denkt‘ über die Denkmal-Gegner lustig.
Nach dem Scheitern der Düsseldorfer Pläne wurden die Städte Mainz und Frankfurt am Main aktiv, um das Denkmal zu übernehmen. Vor allem der Mainzer Oberbürgermeister Georg Oechsner, ein Freiheitskämpfer von 1848, setzte sich dafür ein, den Loreley-Brunnen in Mainz aufzustellen. Ein entsprechender Antrag im Stadtrat wurde am 17. April 1893 jedoch abgelehnt und das Thema an eine „Ästhetische Commission“ weitergegeben. Diese empfahl dem Stadtrat am 10. Juli 1893, die Aufstellung des Denkmals zu genehmigen. Die konservative Kreuzzeitung sah darin einen „Triumph des Weltjudenthums“: Die Errichtung dieses „Denkmal[s] deutscher Schande“ sei „eine Beleidigung der Hohenzollern“. Mit publizistischen Mitteln wurde in der Folgezeit versucht, die Mainzer Stadtverordneten in ihrer Entscheidung zu beeinflussen. Sogar mit Gewalt wurde gedroht. Es würden „Mord und Totschlag ausbrechen, Revolution würde drohen“, wenn das Denkmal aufgestellt werde, schrieb das Mainzer Journal. Große Bedeutung für die Debatte hatte jedoch die Tatsache, dass Oberbürgermeister Oechsner im Laufe des Jahres 1893 erkrankte und schließlich abgelöst wurde. Nach der Neuwahl des Stadtrates mit veränderten Mehrheiten fand am 31. Oktober 1894 die endgültige Entscheidung statt: Das Denkmal wurde mit deutlicher Mehrheit abgelehnt. Da auch in Frankfurt die Aufstellungspläne gescheitert waren, bahnte sich nun eine Lösung außerhalb Deutschlands an. Erst im Jahre 1913 wurde in Frankfurt am Main das erste Heine-Denkmal in Deutschland aufgestellt.

### Aufstellung in New York
Schon am 14. April 1893 hatte der Mainzer Neueste Anzeiger gemeldet, dass der in New York ansässige deutsche Gesangsverein Arion Interesse an dem Denkmal bekundet hätte. Nach der Abstimmungsniederlage in Mainz erhielt Bildhauer Herter aus New York eine offizielle Anfrage und sagte nach eigenen Angaben „freudig zu und ging sofort an die Arbeit“.
Ein Jahr später hatte sich ein Komitee zur Errichtung des Denkmals gebildet, und die Zeitung New York World unterstützte die Umsetzung des Projektes:

„Wir wurden es überaus passend finden, wenn dem todten Dichter die Ehrung durch ein Denkmal, welches ihm die eigene Heimat verweigert, in Amerika zu Theil würde, also in dem Lande, welches heute die Freiheit repräsentirt, für die Heinrich Heine gestritten.“

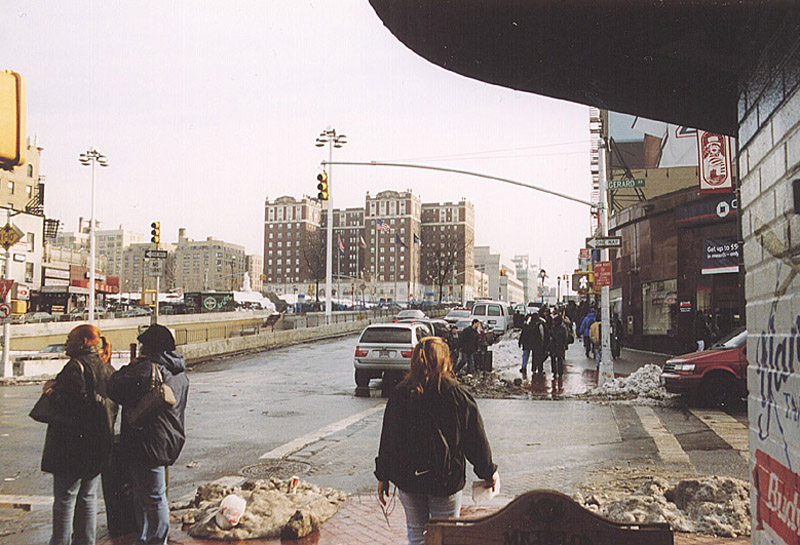
Die 161. Straße. Das Denkmal ist im Hintergrund halb links zu sehen.

Aber auch in New York ging die Aufstellung nicht reibungslos vonstatten. Das lag nicht nur an dem Denkmal als solchem, sondern auch an der Tatsache, dass die deutschen Einwanderer es an einem sehr prominenten Platz aufstellen wollten: am Eingang zum Central Park, Ecke 5th Avenue und 59. Straße. Obwohl prominente Deutsch-Amerikaner wie das ehemalige US-Regierungsmitglied Carl Schurz das Projekt unterstützten, lehnte Ende 1895 die National Sculpture Society das Ansinnen der Denkmals-Unterstützer ab. Die Gesellschaft bezeichnete den Entwurf als „trocken, schwach und konventionell“, eines ihrer Mitglieder nannte es eine „Zwei-Pfennig-Sache“ („two-penny affair“). Die New Yorker Parkverwaltung hatte außerdem in Düsseldorf angefragt, ob das Denkmal dort nur aus politischen und nicht etwa auch aus künstlerischen Gründen abgelehnt worden sei, woraufhin die Stadt geantwortet hatte, dass „eine künstlerische Wertprüfung nicht vorangegangen“ sei.
Auch die New York Times hatte wenig für den Brunnen übrig und beschrieb ihn als „ein Beispiel für akademische Mittelmäßigkeit, das zwar wert ist, aufgestellt zu werden, jedoch nicht als unsere bedeutendste städtische Zier“. Verärgert über die Ablehnung überlegten die Heine-Verehrer, das Denkmal in den New Yorker Bezirken Brooklyn und Queens oder gar im entfernten Baltimore aufzustellen. Anfang 1896 brachten Mitglieder der Demokratischen Partei das Projekt direkt in den Stadtrat ein, der am 10. März 1896 die Aufstellung des Denkmals befürwortete – allerdings ohne einen genauen Standort anzugeben. Auf Anregung der Republikaner war jedoch am 4. März 1896 im Bundesstaat New York ein Gesetz verabschiedet worden, das die Einrichtung einer Kunstkommission (Art Commission) vorsah, die zukünftig in solchen Fällen entscheiden sollte. Offenbar einigte man sich im Laufe des Jahres 1898 darauf, das Denkmal im Bezirk Bronx aufzustellen, im damaligen Franz-Sigel-Park. Im Beisein von Ernst Herter wurde das Denkmal am 8. Juli 1899 enthüllt. Herter schrieb über die „imposante Kundgebung“:

„Alle deutschen Vereine mit ihren Fahnen umstanden das Denkmal des von ihnen am meisten gekannten und geehrten Dichters und bezeugten ihm ihre Dankbarkeit für sein Schaffen. Es muß seinen Freunden eine Genugtuung gewesen sein, daß gerade er, der als unpatriotisch und undeutsch im Vaterlande verketzert wurde, die Deutschen in der Fremde zum gemeinsamen Bekenntnis ihrer Gesinnung vereinte.“

Bei der Enthüllung waren laut New York Times 4000 bis 6000 Personen anwesend, darunter auch der prominente Deutsch-Amerikaner Carl Schurz. Dem Bericht zufolge griffen die deutschstämmigen Redner die „engstirnigen Leute“ an, die Heine in seinem Heimatland weiterhin angriffen. Die Zeitung verwies darauf, dass während der Zeremonie keine einzige deutsche Fahne zu sehen, die Lorelei-Figur hingegen mit zwei amerikanischen Flaggen geschmückt gewesen sei.
In Europa sprach die Presse sogar von 25.000 Teilnehmern und berichtete über die Einweihung:

„Dr. Ernst Richard, der Vorsitzende des Denkmalcomittés, würdigte sodann in einer wiederholt von lebhaftem Beifall unterbrochenen Rede Heine’s poetische Schöpfungen und übergab schließlich das Denkmal dem Repräsentanten der Stadt New-York, Stadtrathspräsidenten Randolph Guggenheimer. Nun ertönte die ,Loreley‘ und auf ein Zeichen der Präsidentin des Damencomités, Frau Max Ams, fiel die Hülle vom Denkmal, das von vieltausendstimmigem Hurrahgeschrei begrüßt wurde. […] Eigenthümlichen Eindruck machte es auf die Anwesenden, daß das officielle Deutschland bei der Heine-Feier gefehlt hat; von der deutschen Gesandtschaft war Niemand gekommen und auch das Consulat hatte keinen Vertreter entsendet.“

### Vandalismus und Sanierung
Trotz der offiziellen Aufstellung durch die Stadt war das Denkmal in der Bronx von Beginn an Gegenstand von Schmähungen und Vandalismus. Obwohl der Brunnen von der Polizei bewacht wurde, schlug am 29. Januar 1900 ein Mann einer der Frauenfiguren, der Verkörperung der Lyrik, den Kopf ab. Bei dem anschließenden Gerichtsprozess bezeichneten Frauen des Christlichen Abstinenzvereins das Denkmal als „unanständig“, anderen Quellen zufolge als „pornographisches Spektakel“.
1940 wurde der Brunnen an das nördliche Ende des Parks verlegt und teilweise repariert. In den folgenden Jahrzehnten wurde dem Vandalismus offenbar kein Einhalt mehr geboten. Die Köpfe der Frauenfiguren wurden wieder abgeschlagen, das Denkmal über und über mit Graffiti besprüht. In den 1970er Jahren galt der Brunnen als diejenige Statue in New York, die am stärksten von Vandalismus und Zerstörungswut betroffen war. Der Düsseldorfer Zahnarzt Hermann Klaas wurde als „Heine-Schrubber“ dafür bekannt, dass er das Denkmal in seinem Urlaub regelmäßig von Graffiti befreite.

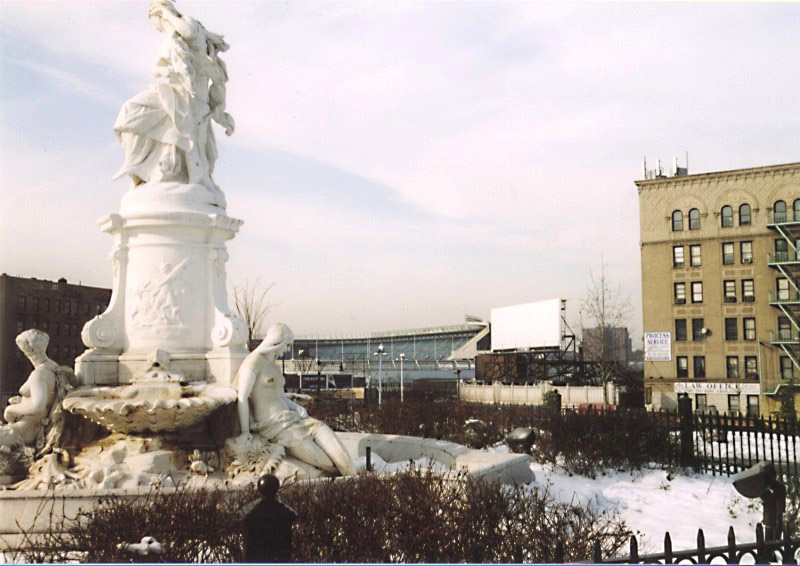
Das Denkmal im Joyce-Kilmer-Park, im Hintergrund das ehemalige Yankee-Stadion

Pläne, das Denkmal komplett zu restaurieren und wieder an seinen ursprünglichen Platz zu verlegen, kamen im Jahre 1987 auf. Die Städtische Kunstgesellschaft von New York (Municipal Art Society of New York) startete ein „Adopt a Monument“-Programm, durch das 20 Denkmäler saniert werden sollten. Wegen der zunächst geschätzten Kosten in Höhe von 275.000 Dollar verzögerte sich die Erneuerung jedoch. Erst nach einem Besuch des damaligen nordrhein-westfälischen Ministerpräsidenten Johannes Rau im September 1989, bei dem 50.000 Mark als Spende übergeben wurden, kam wieder Bewegung in das Projekt. Schließlich konnten über private Spenden rund 700.000 Dollar für die Sanierung des Brunnens aufgebracht werden. Der Bezirk ließ für einen Betrag in gleicher Höhe die Umgebung des Parks neu gestalten. Hundert Jahre nach seiner ersten Aufstellung wurde der Brunnen am 8. Juli 1999 ein zweites Mal feierlich eingeweiht.